# Anomala schereri
Anomala schereri är en skalbaggsart som beskrevs av Frey 1965. Anomala schereri ingår i släktet Anomala och familjen Rutelidae. Inga underarter finns listade i Catalogue of Life.